# Gergana Stoyanova
Pour les articles homonymes, voir Stoyanova.
Gergana Stoyanova (née le 3 janvier 1982) est une athlète bulgare spécialiste du 100 mètres haies. 

## Carrière
En 2001, Gergana Stoyanova devient championne d'Europe junior sur 100 mètres haies en 13 s 04. Elle devance la Française Adrianna Lamalle et la Tchèque Lucie Skrobakova.

### Palmarès
| Date | Compétition                  | Lieu     | Résultat | Performance |
| ---- | ---------------------------- | -------- | -------- | ----------- |
| 2001 | Championnats d'Europe junior | Grosseto | 1re      | 13 s 04     |

### Records
| Épreuve          | Performance | Lieu  | Date         |
| ---------------- | ----------- | ----- | ------------ |
| 100 mètres haies | 13 s 02     | Sofia | 15 juin 2001 |

| Épreuve         | Performance | Lieu  | Date            |
| --------------- | ----------- | ----- | --------------- |
| 60 mètres haies | 8 s 32      | Sofia | 10 février 2001 |